# Szomód
Szomód é um município da Hungria, situado no condado de Komárom-Esztergom. Tem 28,36 km² de área e sua população em 2015 foi estimada em 2.004 habitantes.